# Gouët
Pour les articles homonymes, voir Gouet.
Le Gouët (Ar Goued en breton) est un fleuve côtier français situé dans le département des Côtes-d'Armor, dans la région Bretagne, qui se jette dans la Manche au port du Légué.

## Signification ou étymologie
Le nom Gouët vient d'une forme ancienne en vieux-breton (Ve – XIe siècle) guoaeth, en moyen-breton goaz (XIe – XVIIe siècle) et aujourd'hui gwazh, signifiant « cours d'eau ». À rapprocher du moyen-gallois gwyth (canal), du gallois moderne gwaeth, où du cornique gweth, ayant le même sens. 
L'idée que le mot moyen-breton « gwed » (sang en français) qui aurait été donné à la suite du massacre des Vikings de Saint-Brieuc par les Bretons, ce qui aurait rendu le fleuve rouge de sang, est un élément de tradition populaire.

## Géographie

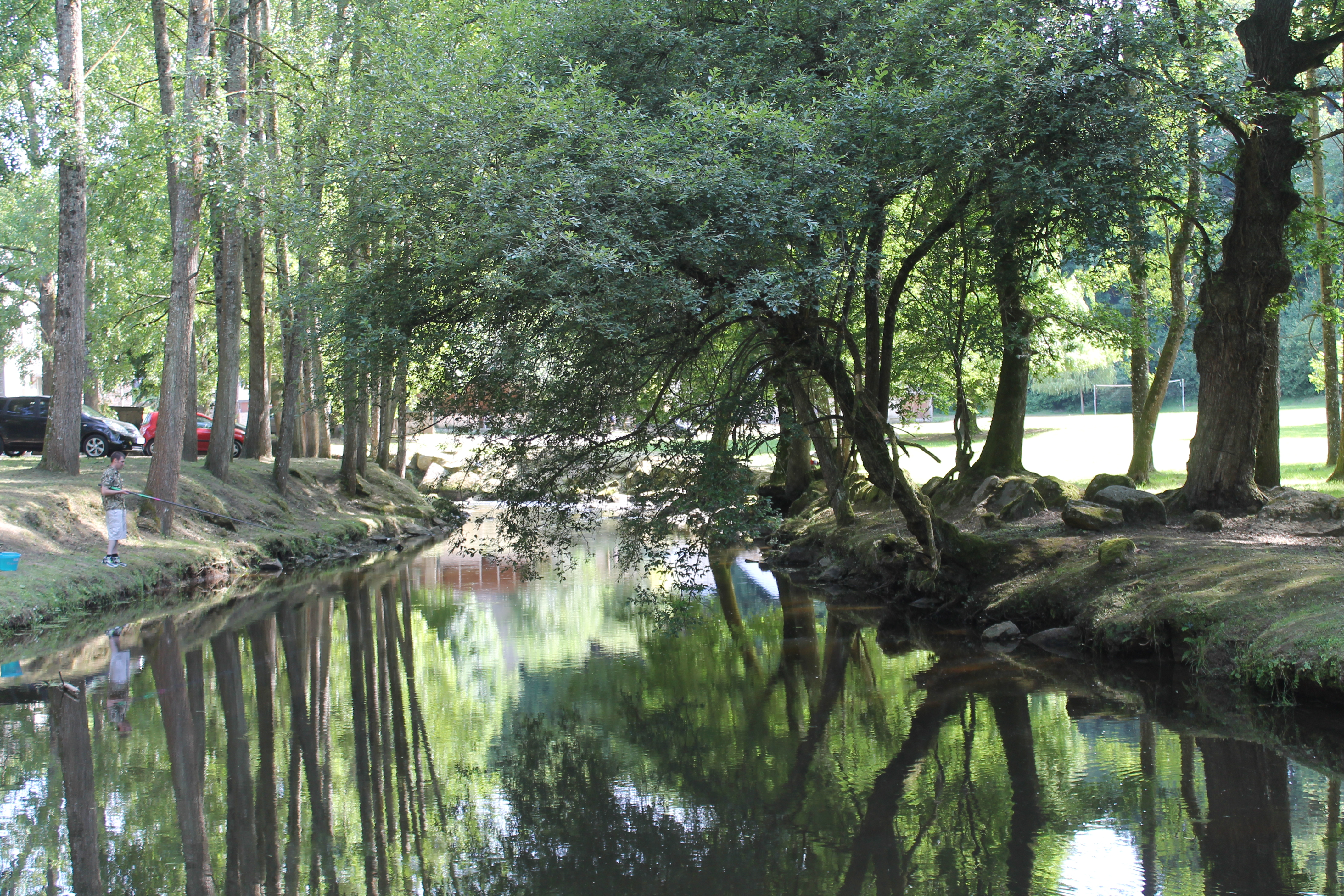
Le Gouët à Sainte-Anne-du-Houlin.

Il prend sa source à la cime de Kerchouan, un relief schisteux situé sur la commune du Haut-Corlay. Son régime hydrologique est Pluvial océanique, cependant il est très fortement influencé par le barrage de Saint-Barthélémy servant à l'alimentation en eau potable de l'agglomération de Saint-Brieuc. Ce barrage draine 86 % de la surface du bassin.
Le Gouët est une rivière fortement polluée [réf. nécessaire]. Elle fait l'objet d'une agriculture intensive sur l'ensemble du bassin versant. Il subit aussi une pollution urbaine en recevant les rejets de plusieurs stations d'épurations dont notamment celle de Saint-Brieuc d'une capacité de 140 000 équivalent-habitants. Enfin, le Gouët subit une pollution engendrée par les industries agroalimentaires [réf. nécessaire].
Le fleuve est long de 46,6 kilomètres, il se jette dans la Manche à Saint-Brieuc, au port du Légué, séparant ainsi les communes de Saint-Brieuc et de Plérin. La largeur varie de 3 à 7 mètres. 
Le bassin du Gouët est d'une superficie de 251 km2, il est granitique.
Des roches arrondies recouvertes de mousse dans le lit de la rivière forment un Chaos.

### Villes traversées
Quintin, Ploufragan, Saint-Brieuc, Plérin

### Communes et cantons traversés
Dans le seul département des Côtes-d'Armor, le Gouët traverse les seize communes suivantes, de l'amont vers l'aval, du Haut-Corlay (source), Le Vieux-Bourg, Saint-Bihy, Lanfains, Le Fœil, Saint-Brandan, Quintin, Plaine-Haute, Plaintel, Saint-Julien, Ploufragan, Saint-Donan, La Méaugon, Trémuson, Plérin, Saint-Brieuc (embouchure). 
Soi en termes de cantons, le Gouët prend source dans le canton de Mûr-de-Bretagne, traverse les canton de Plélo, canton de Plaintel, canton de Ploufragan, canton de Plérin, canton de Saint-Brieuc-1 et a son embouchure dans le canton de Saint-Brieuc-2, le tout dans l'arrondissement de Saint-Brieuc.

### Bassin versant
Le Gouët traverse trois zones hydrographiques J150, J151 et J152 pour 251 km2 de superficie totale. Ce bassin versant est constitué à 76,02 % de « territoires agricoles », à 12,01 % de « territoires artificialisés », à 11,63 % de « forêts et milieux semi-naturels », à 0,36 % de « surfaces en eau », à 0,09 % de « zones humides ».

### Organisme gestionnaire
L'organisme gestionnaire est le syndicat mixte du pays de Saint-Brieuc

## Affluents
Le Gouët a seize tronçons affluents référencés dont :
- la Bronce (rg), avec un affluent
- le Moulin du Bois (rd),
- le Pas (rd), avec trois affluents et de rang de Strahler trois.
- le Crénan (rg),
- le Germain ou ruisseau de Saint-Germain (rd), 7,9 km sur les deux communes de Saint-Brandan et Plaintel, avec deux affluents.
- la Mandouve (rg), avec deux affluents qui conflue dans le lac de barrage de Saint-Barthélémy
- ? avec un affluent le Gourgou.
- la Salle (rg) qui conflue dans le lac de barrage de Saint-Barthélémy
- le Merlet (rg), avec un affluent.
- Le Gouédic (rd), 9,1 km sur trois communes qui se jette dans le Gouët à hauteur du port du Légué, avec deux affluents et de rang de Strahler trois.

Donc son rang de Strahler est de quatre.

## Hydrologie

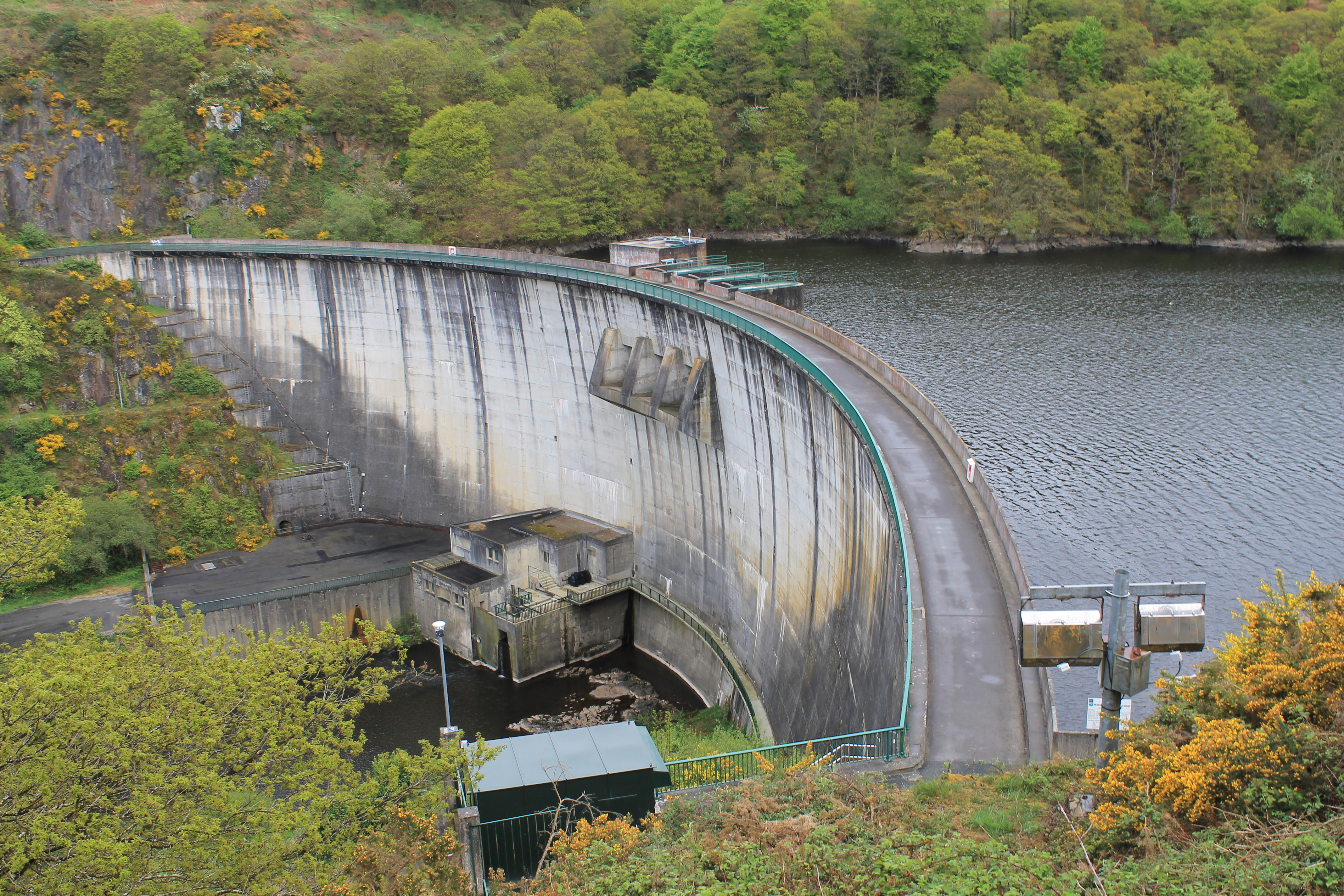
Barrage de Saint-Barthélémy.

Le Gouët a été suivi dans deux stations hydrologiques :
- à Saint-Julien depuis 1994 pour un bassin versant de 138 km2 à 80 m d'altitude et
- à Ploufragan (Saint-Barthélémy) depuis 1978 pour un bassin versant de 194 km2 à 80 m d'altitude et

### Le Gouët à Ploufragan
Une station hydrologique est en service à Ploufragan depuis le 1er décembre 1978  pour un bassin versant de 194 km2 soit 77 % du bassin versant total du Gouët (251 km2), et à 80 m d'altitude. 
Le module ou moyenne annuelle de son débit est à Ploufragan de 2,11 m3/s.

### Étiage ou basses eaux
À l'étiage, c'est-à-dire aux basses eaux, le VCN3, ou débit minimal du cours d'eau enregistré pendant trois jours consécutifs sur un mois, en cas de quinquennale sèche s'établit à 0,180 m3/s soit seulement 8,5 % du module.

### Crues
Sur cette courte période d'observation, le débit journalier maximal a été observé le 7 février 2014 pour 26,60 m3/s. Le débit instantané maximal a été observé le 7 février 2014 avec 33,70 m3/s en même temps que la hauteur maximale instantanée de 180 cm soit 1,80 m.
Le QIX 2 est de 15 m3/s, le QIX 5 est de 21 m3/s, le QIX 10 est de 25 m3/s et le QIX 20 est de 28 m3/s. Le QIX 50 n'a pas été calculé vu la période d'observation de 22 ans

### Lame d'eau et débit spécifique
La lame d'eau écoulée dans cette partie du bassin versant de la rivière est de 345 millimètres annuellement, ce qui est légèrement au-dessus de la moyenne en France. Le débit spécifique (Qsp) atteint 10,9 litres par seconde et par kilomètre carré de bassin.

## Aménagements et écologie

### La réserve naturelle nationale de la baie de Saint-Brieuc
La réserve naturelle nationale de la baie de Saint-Brieuc (RNN140) est une réserve naturelle nationale classée en 1998. Elle occupe une surface de 1 140 hectares dans la partie sud de la baie de Saint-Brieuc.

## Galerie

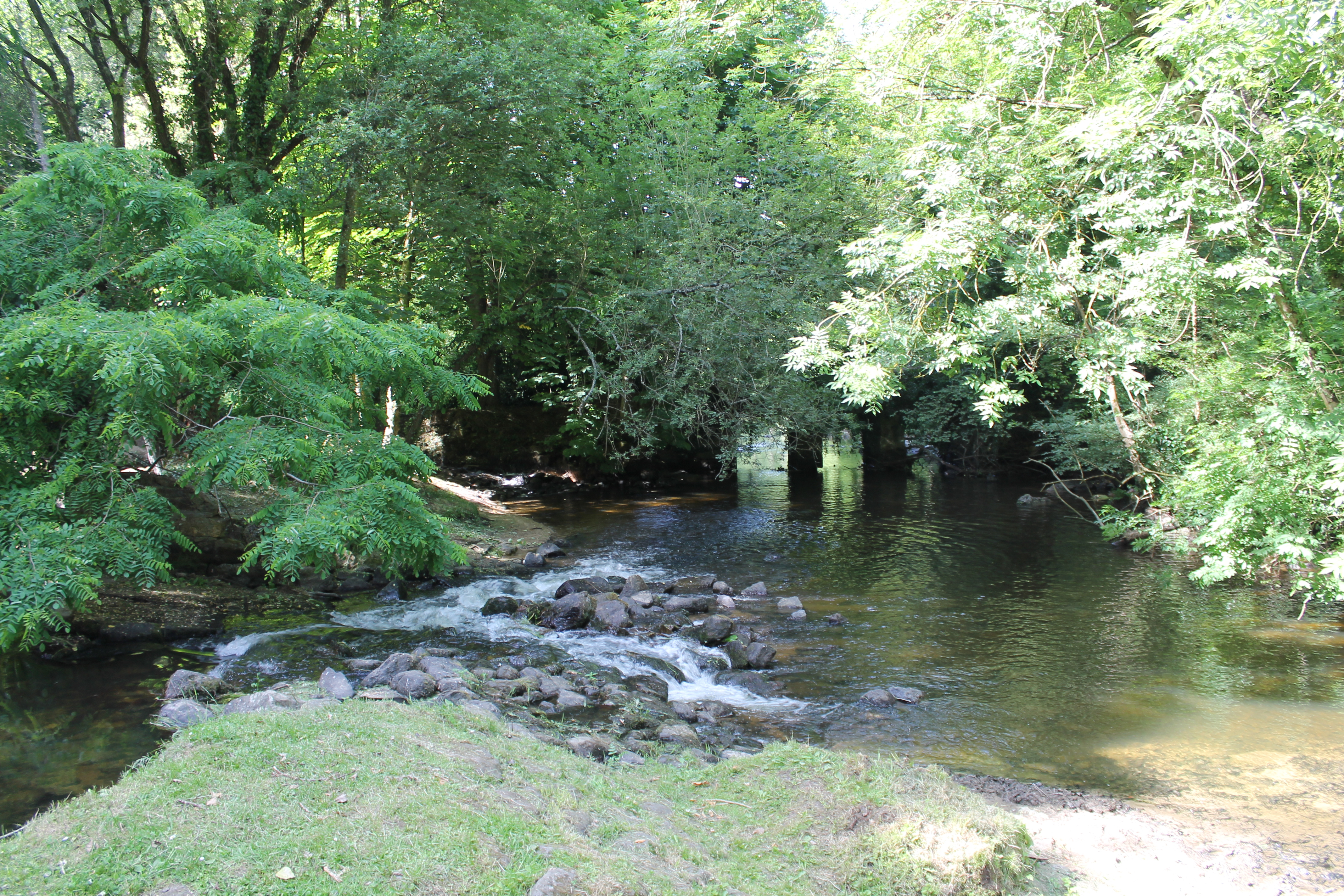
Le Gouët - Sainte-Anne-du-Houlin sur Plaine-Haute
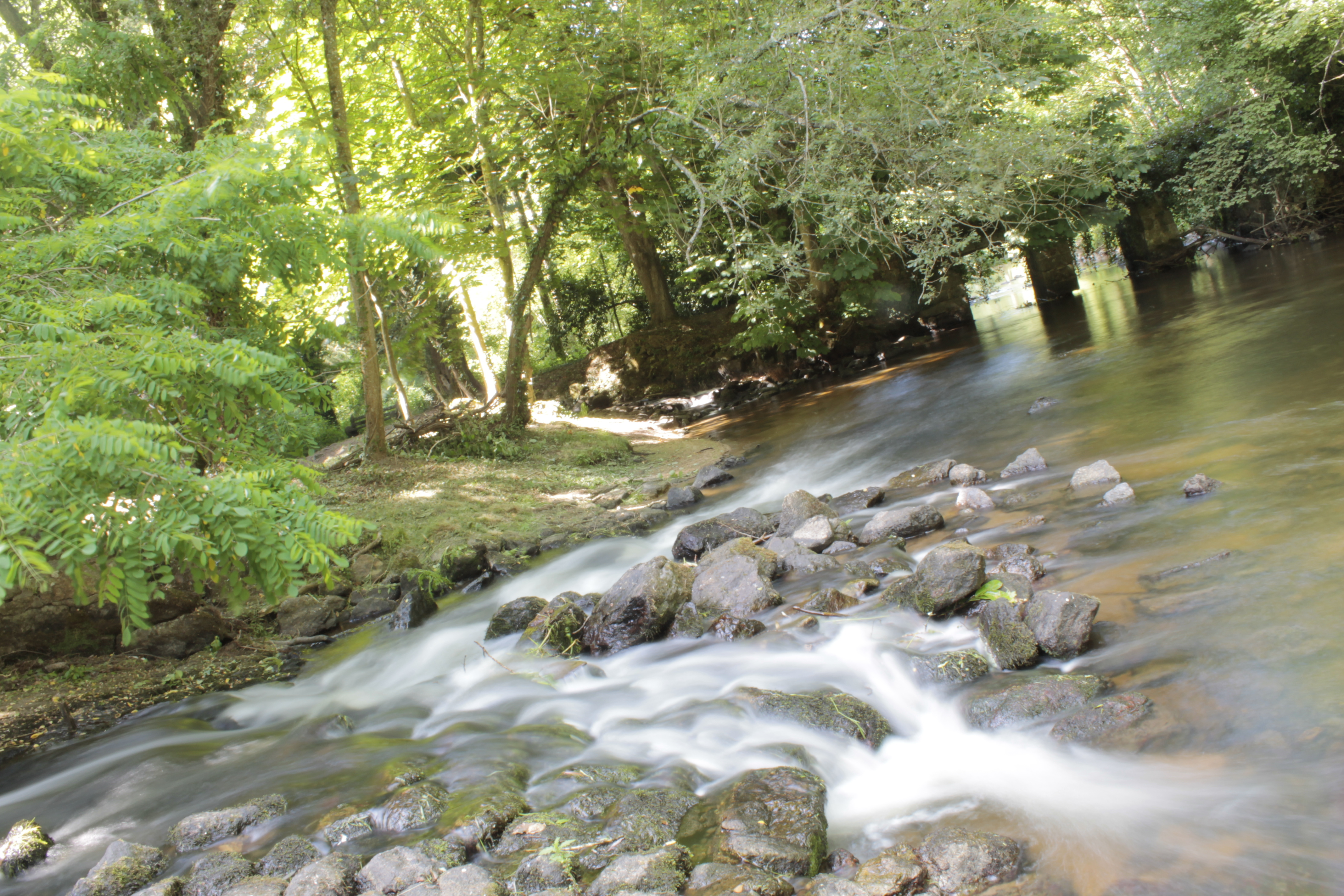
Le Gouët - Sainte-Anne-du-Houlin sur Plaine-Haute
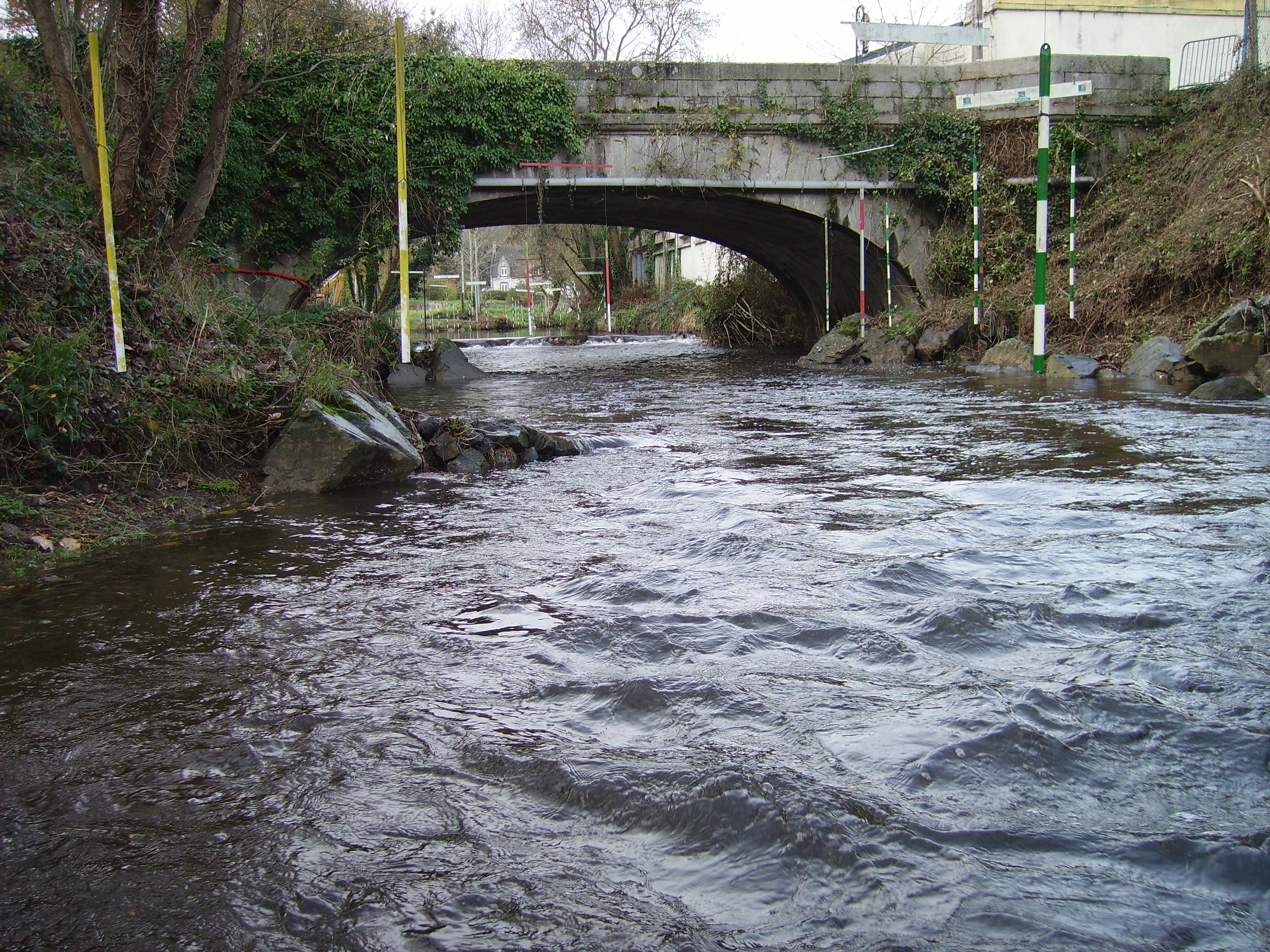
Pont sur le Gouët à Saint-Brieuc
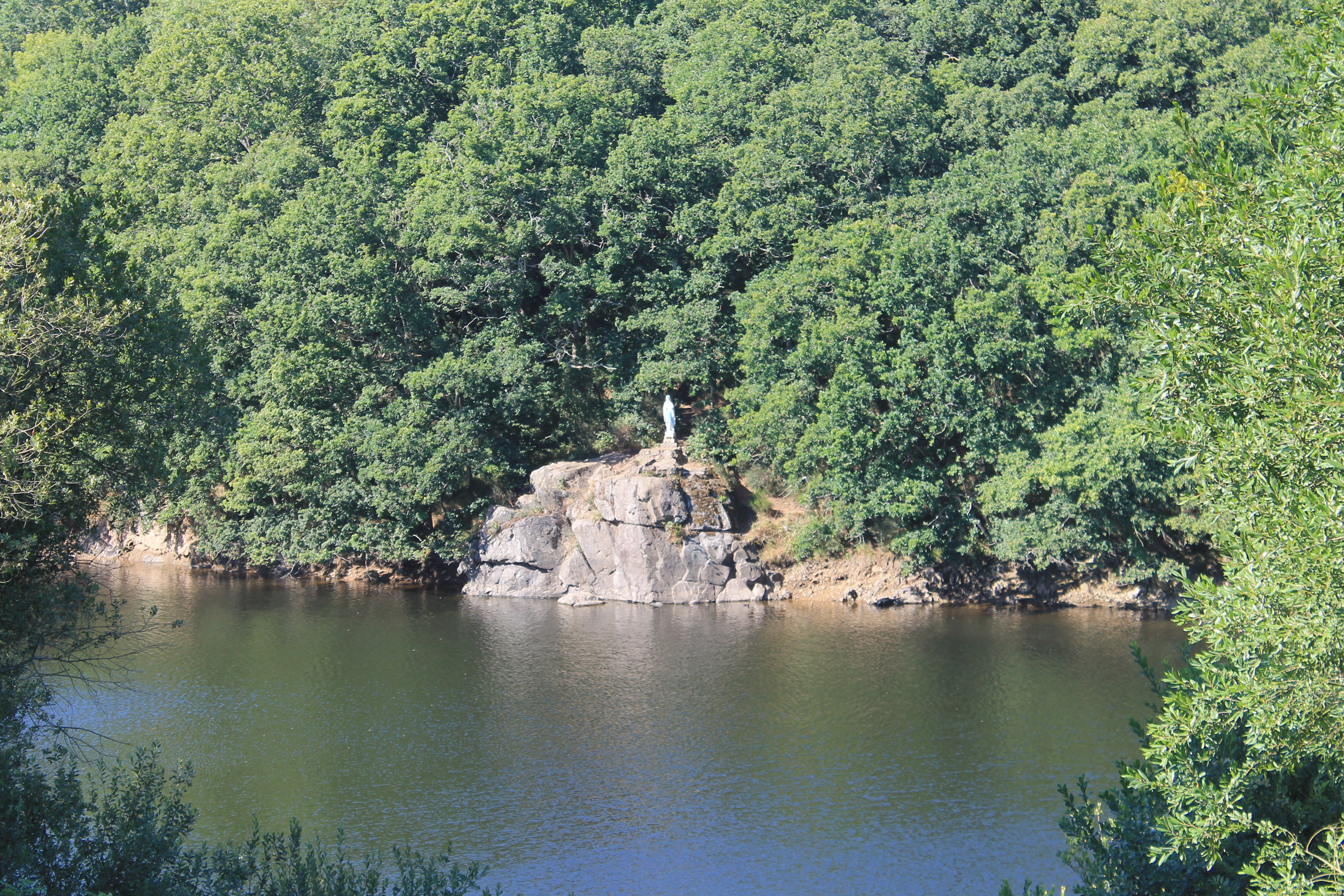
Statue La Méaugon